# Albert Bierstadt
Albert Bierstadt (Solingen, 1830. január 7. – New York, 1902. február 18.) német származású amerikai festő.

## Pályafutása
Mint kétéves gyermek, kivándorló szüleivel Amerikába, New Betfordba került. Már korán gyakorolta magát a rajzolásban, 1853-ban pedig Düsseldorfba ment, ahol Lessing, Acbenbac és Lentze vezetése alatt tanult, aztán Olaszországba ment, 1857-ben pedig visszatért Amerikába. A Sziklás-hegységet, a kaliforniai Jahve tavat, a Sierra Nevadát, a Hudson folyót ábrázoló képei nagy feltűnést keltettek. 1867-1868-ban tanulmányútra ment Rómába és Nápolyba, ezen út eredménye lett a Vezúv kitörését ábrázoló festménye.

## Galéria

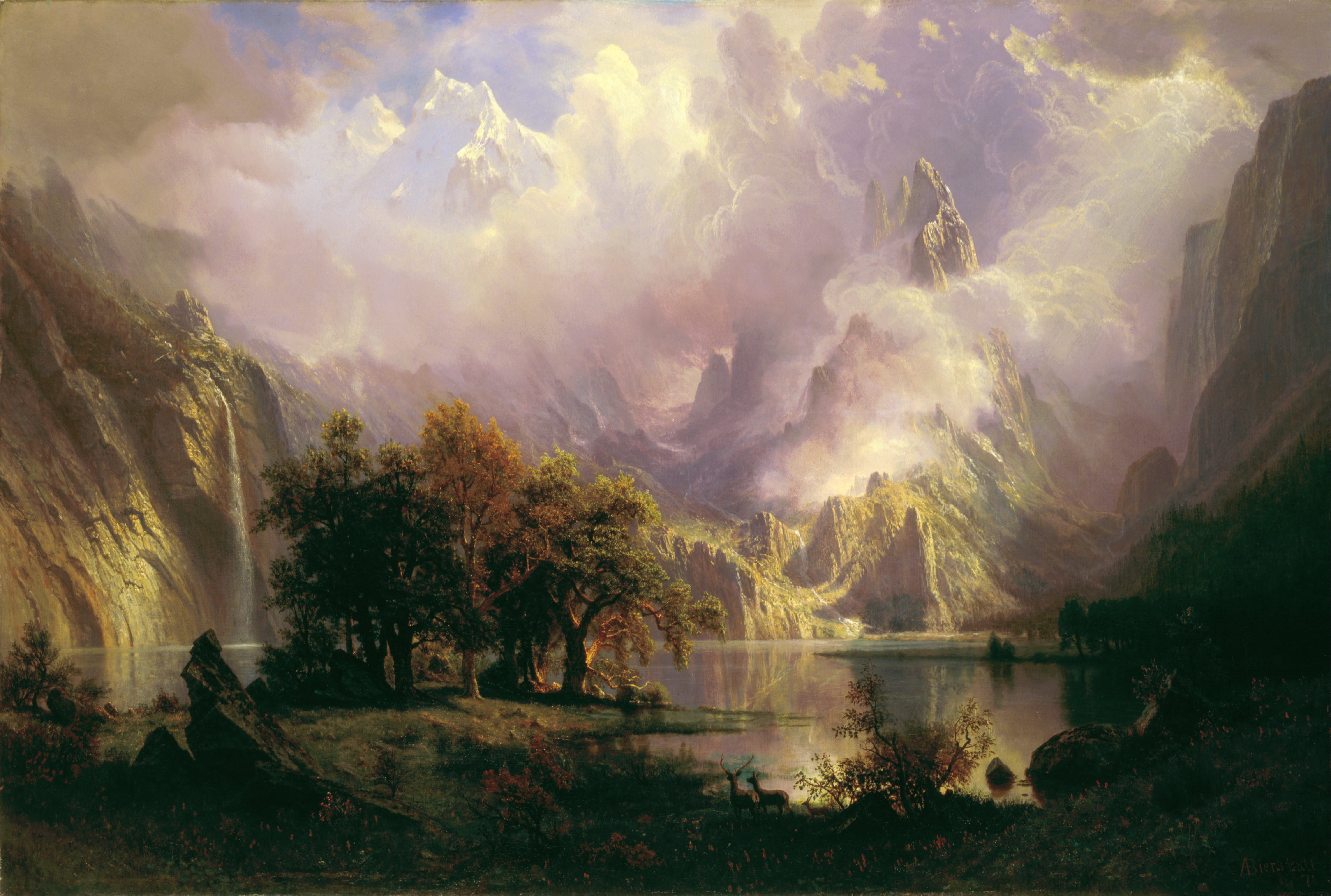
A Sziklás-hegység
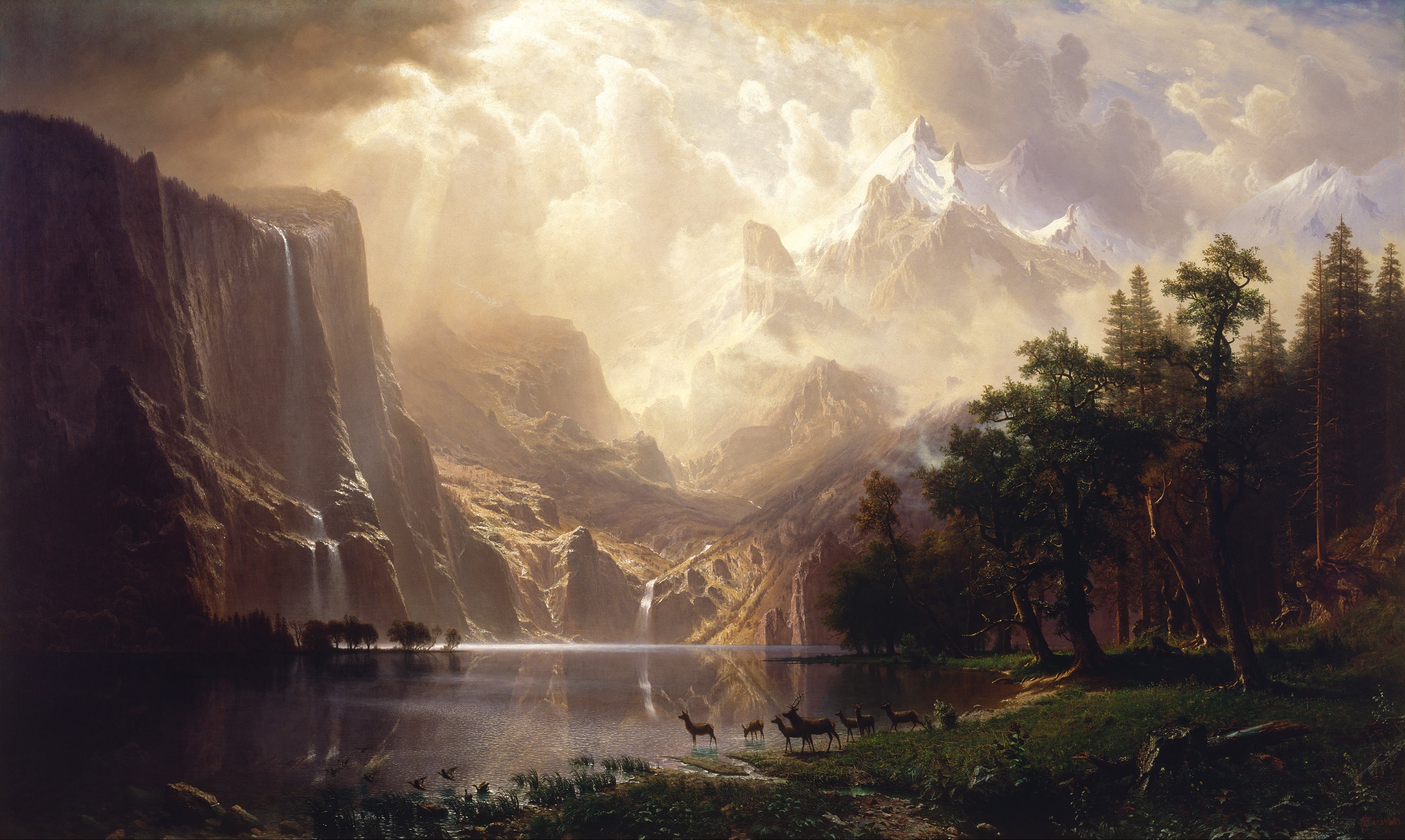
A Sierra Nevada hegyei
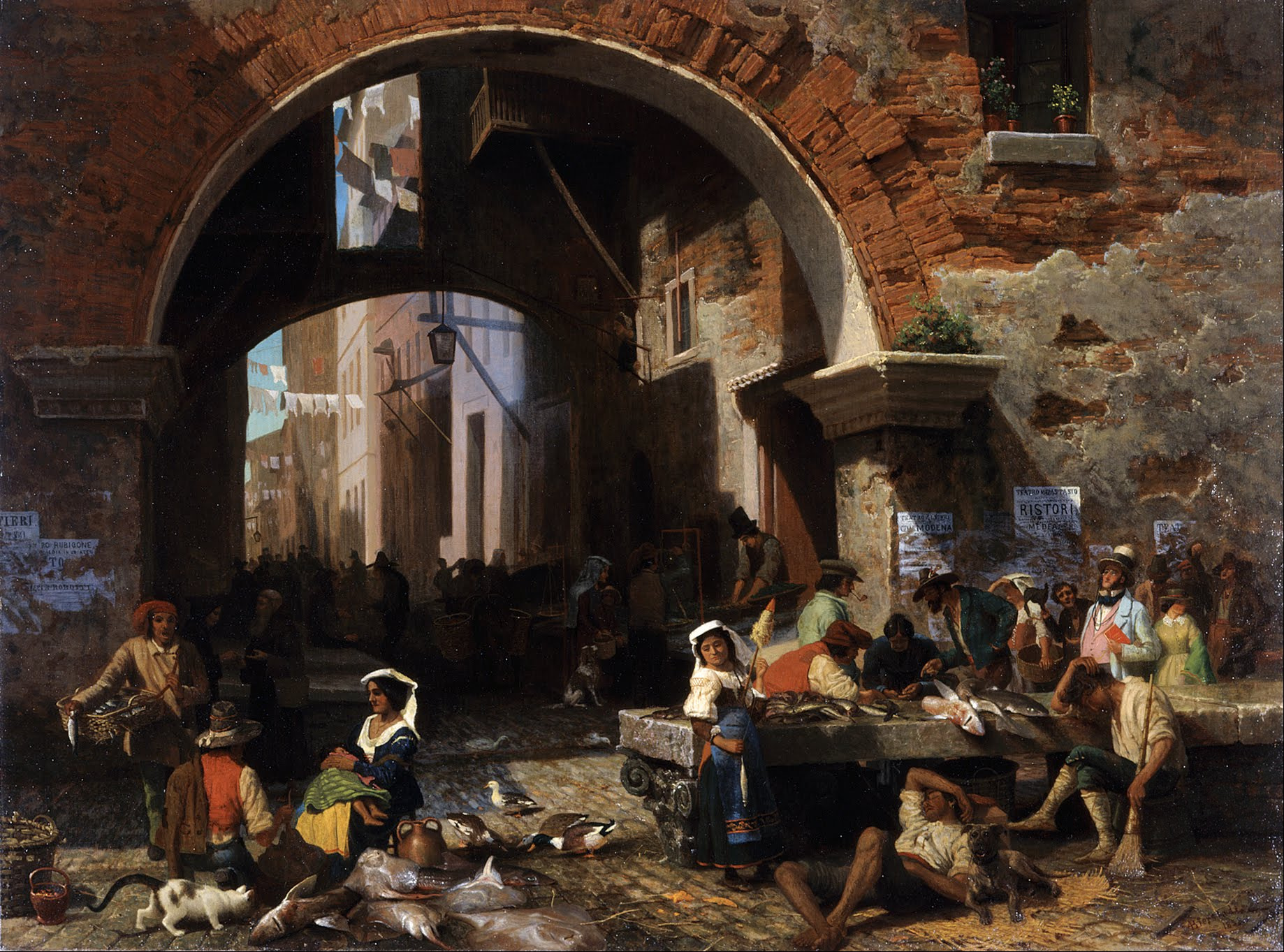
Római halpiac